# Селянська партія України
Селянська партія України (СелПУ) — сучасна політична партія України.

## Історія

Старий логотип партії

Селянська партія України була заснована 25 січня 1992 в Херсоні, зареєстрована 3 березня 1992 Міністерством юстиції України, перереєстрована 12 січня 1993. Головою партії був обраний Сергій Довгань, першим заступником — Олександр Ткаченко.
На парламентських виборах 1998 року партія брала участь у складі блоку «За правду, за народ, за Україну!» разом із СПУ. Блок набрав близько 8,5 % голосів виборців (3 місце), отримавши 29 мандатів, 6 кандидатів від блоку було обрано за мажоритарними округами. Фракція СелПу у Верховній раді 3-го скликання налічувала 14 депутатів.
На президентських виборах 1999 року партія висунула кандидатуру Олександра Ткаченка, проте незадовго до виборів останній зняв свою кандидатуру.
2001 СелПУ ініціювала акцію «Слободану Милошевичу — свободу!» на підтримку колишнього президента Югославії Слободана Милошевича.
На парламентських виборах 2002 року партія брала участь самостійно і набрала 0,37 % голосів виборців. Жоден з кандидатів від партії не був обраний і на мажоритарних округах.
На президентських виборах 2004 року партія підтримала кандидатуру Віктора Януковича.
2005 року з партії був виключений її перший очільник Сергій Довгань. Партію очолив Олександр Яворський.
На парламентських виборах 2006 року партія брала участь самостійно і набрала 0,31 % голосів виборців, не потрапивши до парламенту.
З 30 червня 2007 партію очолює Поречкіна Лідія Степанівна.
22 листопада 2008 року керівником партії обрано Зеновія Холоднюка. Відповідне рішення ухвалене на третьому етапі ІХ позачергового з'їзду Селянської партії України.
18 грудня 2011 року Селянська партія України на чолі з Зиновієм Холоднюком разом із іще чотирма партіями оголосила про приєднання до СПУ шляхом підписання Меморандуму про об'єднання лівих і лівоцентристських партій.
8 вересня 2012 року ХІ позачерговому з'їзді Селянської партії України на чолі з керівником партії Зиновієм Холоднюком прийнято рішення про вихід з об'єднання із Соціалістичною партією України. Було прийнято рішення про підтримку Селянською партією України на парламентських виборах 2012 року Української партії «Зелена планета».
У 2019 році партія підтримувала Юлію Тимошенко на виборах президента.